# Винсент, Кэти
Кэти Винсент (англ. Katie Vincent; род. 12 марта 1996, Миссиссога, Онтарио) — канадская гребчиха-каноистка, Олимпийская чемпионка 2024 года, 9-кратная чемпионка мира, чемпионка панамериканских игр 2023 года. Участница летних Олимпийских игр 2020 и 2024 годов.

## Биография
Кэти Винсент родилась 12 марта 1996 года в Миссиссоге в Канаде.
Впервые заявила о себе в 2017 году, выиграв чемпионат мира в каноэ-двойках на дистанции 500 метров. Год спустя одержала ещё одну победу на чемпионате мира в этой же дисциплине.
В 2021 году приняла участие в соревнованиях на летних Олимпийских играх в Токио. В каноэ-двойках на дистанции 500 метров в паре Лоренс Венсан-Лапуант завоевала бронзовую олимпийскую медаль.
На чемпионате мира в родной Канаде в 2022 году был полный триумф Кэти. Она победила и стала чемпионкой мира в трёх дисциплинах.
В 2023 году на чемпионате мира в Дуйсбурге завоевала ещё пять медалей, из которых три золотых в различных видах гребли на каноэ.
На летних Олимпийских играх 2024 года в Париже, Кэти в каноэ-одиночках на дистанции 200 метров обошла всех и завоевала олимпийское золото. В каноэ-двойках на дистанции 500 метров канадская пара Кэти Винсент и Слоан Маккензи завоевали бронзовые медали.